# Бабельсберг 03
«Бабельсберг 03» — немецкий футбольный клуб из одноимённого района Потсдама, в настоящий момент выступает в Региональной лиге «Северо-Восток». Клуб основан в 1903 году, домашние матчи команда проводит на Стадионе Карла Либкнехта, вмещающем 10 787 зрителей. Лучшим достижением клуба в чемпионатах Германии, является 18-е место во Второй Бундеслиге в сезоне 2001/02.